# داوود قنبری
داوود قنبری (زاده اردیبهشت۱۳۴۸  گرگان)‌ کشتی گیر سابق ایرانی  در دسته ۶۹ کیلو گرم کشتی آزاد می باشد . وی در مسابقات جهانی کشتی ۱۹۹۷، کشتی فرنگی قهرمانی آسیا ۱۹۹۷ و جام جهانی کشتی ۱۹۹۴ به نمایندگی از ایران شرکت کرده است. او در مسابقات کشتی قهرمانی آسیا در سال ۱۹۹۷ موفق به کسب مدال طلا شد و در مسابقات جهانی کشتی در سال ۱۹۹۷ رتبه پنجم را کسب کرد. او یکی از ۲ کشتی‌گیرانی است که در تاریخ توانسته‌اند بووایسار سایتیف افسانه ای را شکست دهند. این رویداد در جام جهانی کشتی ۱۹۹۴ در ادمونتون اتفاق افتاد.

## جنجالی بعد از یک دهه
او پس از ده سال سكوت مطلق و قهر از سالن و تشك كشتى در یک مصاحبه اختصاصی با سایت "ورزس سه " ناگفته‌هايى را براى اولين و آخرين بار به زبان آورد.

او اظهار داشت :
"به نظر من اميررضا خادم ضعيف‌ترين سرمربى تاريخ كشتى آزاد ايران بوده و هست."
و در خصوص شکست برابر  آرائیک گئورگیان در رقابت های قهرمانی جهان در سال ۱۹۹۷ چنین گفت :
من به اشتباه اميررضا خادم به عنوان سرمربى باختم. وقتى به داور گفتم حريف در خاك بنشيند، مى‌دانستم جلو هستم اما امير خادم با مجيد تركان كه دستيارش بود، پريدند روى تشك و كشتى قطع شد. خادم و تركان فرياد مى‌زدند تو بازنده‌اى، كشتى را باخته‌اى، سرپا اعلام كن تا بتوانى امتياز بگيرى، وقت ندارى، بايد امتياز بگيرى تا پيروز شوى.
من تبحرم در سرپا بود نه خاك.
مى‌دانستم كشتى را  يك بر يك با اخطارى كه حريف ارمنى دارد، جلو هستم اما امير خادم مطمئن فرياد مى‌زد كه بازنده‌اى و بايد امتياز بگيرى. به خواست سرمربى سرپا ادامه دادم و در حمله براى فن زدن، خاك شدم و همه چيز تمام شد.

بعد هم مشخص شد كه خادم اشتباه كرده است.